# 六道的惡女們
《六道的惡女們》是中村勇志所創作的日本漫畫，開始連載於《週刊少年Champion》2016年第30號。內容講述主角六道桃助雖然很弱，但擁有「讓惡女愛上自己」的神奇能力，因此吸引了一群不良少女在他身邊。本作於《週刊少年Champion》2021年第19號正式完結。這部是中村的第一個長篇連載作品。截至2021年6月累計發行數量已超過230萬冊。
電視動畫於2023年4月播出。

## 登場角色
六道桃助（聲：佐藤元（日本）翟巍（中国）張振熙（香港)）
膽小而軟弱的男子高中一年生。在不良雲集的亞森高中備受欺凌，渴望和諧快樂的平凡高中生活。某天突然收到了已經過世的爺爺寄過來的謎之陰陽術卷軸，額頭上留下了五角星和圓組成的奇怪圖案，獲得了受壞女人歡迎的能力，他的命運也由此發生了翻天覆地的改變。故事以六位主要惡女（向日葵亂奈、幼田小百合、姬野莇美、山吹南、鈴蘭和櫻沙知代）與他眼神接觸後愛上自己，幫助大多數的壞女人改過自新，每個女孩都真正愛上六道或成為親密的盟友。由於克服了與朋友的多次衝突，他被稱為“亞森高中的裏番長 ”。再加上他師從鈴蘭學習功夫，在某種程度上也獲得了與強者較量的實力。
向日葵亂奈（聲：上坂菫（日本） 赵薇（中国）吳梅（香港)）
不良為之恐懼的最強不良少女。過腰的金色長髮、露出肚臍的長裙水手服，打扮為日本早期70、80年代不良少女扮相，隨身攜帶一把木刀。擁有極高的武力，擁有的打鬥實力是整部作品最強，在不良和黑幫中都流傳著駭人聽聞的傳言。和六道是同班同學，但是此前從未去過學校；後被六道的能力所影響後開始恢復上學。坐在六道的鄰座，在對方面前會變成極為乖巧的性格，對六道以外的一切都沒有興趣，當他遇到危險時，她會毫不猶豫地阻止並保護他，但會尊重他的意願，沒有在六道和飯沼的戰鬥中介入，只是在他求助時才出手。過去出生後不久就被遺棄在寺廟前，由住持和他的妻子撫養長大。透過與六道和他的朋友們的互動，逐漸開始獲得人類的一系列情感。為厲害的惡女中第一位迷上六道的主要角色。
幼田小百合（聲：大空直美）
有著小學生的外貌，出場時攜帶一把鐵製水管。儘管是番長高中生，卻經常被誤認為是小孩子，心智年輕，但體力和打架能力卻非比尋常，曾把一個成年人打得半死。最初盯上六道，是因為他具有莫名其妙的能力，而受到亞森高中女學生歡迎的傳聞，但當她開始攻擊六道時，由於咒語的力量，她變得迷戀上了他。因留級兩年故還是與六道同班。在六道的影響下，她改過自新，重新融入學校生活，並透過對同學的強大影響力，幫助他實現了平靜學校生活的夢想，為厲害的惡女中第二位迷上六道的主要角色。
姬野莇美（聲：夜道雪）
對警察工作和摩托車充滿熱情，攜帶一把伸縮警棍。喬裝打扮成交通警察追捕暴走族，她就像一名義務交警，警告市民注意交通安全，並取締那些她認為是道路上的不良違法分子。貴族女子學校柚丘學園的高中生，她是主要角色中唯一一位沒有就讀亞森高中的女孩。平常彬彬有禮，但當騎上摩托車且面對暴走族、或是任何人提到有關「暴走族」的字眼時會性格大變，因自己嚮往的一名交通警察，為了掩護布留川葵的疏失導致再也無法騎機車。莇美因為這段過去打算向對方復仇，在六道和他的朋友們的幫助下，贏得了與布留川的競速比賽，接管隊伍成為隊長。時刻關注著車隊不讓他們做壞事。解決了問題後仍然是一個速度狂人，自稱為“六道的專屬司機”。為厲害的惡女中第三個迷上六道的主要角色。
山吹南
經營闇金融（高利貸）業務、綽號「闇金蝙蝠」，有著關西腔，患有貧血的女孩。起初她打著蝙蝠傘，穿著外套，但在愛上六道後，她開始穿著萝莉塔风尚的衣服。是個極度吝嗇的人，也是個心狠手辣的黑錢商人，但偶然遇見六道時，一見鍾情，開始花錢買東西。當從六道口中得知課長一家遭到惡意收款時，向六道提出了各種反擊建議，但當得知這位商人就是自己時，因對六道的感情而陷入自我厭惡。最終決定關閉黑市生意，將賺到的錢全部交給朋友仁，並開始在便利商店打工，賺錢上高中。很快地入讀與六道同一所學校的亞森高中，並與鈴蘭成為了朋友。入學後，儘管受到鈴蘭等周圍女孩的影響，還是認真地過著學校生活。為厲害的惡女中第四個迷上六道的主要角色。
鈴蘭
在深山廟中生活修行的少女。便服是漢服，黑色的長髮紮成對稱的髮髻。功夫大師。她擁有無法控制的力量和兇猛的性格，但當佩戴鎮壓邪念的念珠「愚連無輪」時，會變得溫順，深受六道和她的朋友們的喜愛，以至於她被稱為「天女」。為厲害的惡女中第五個迷上六道的主要角色。
櫻沙知代
櫻沙知子的養女，她崇拜沙知子作為她的母親，並立志成為像她一樣的邪惡女人。為厲害的惡女中第六個迷上六道的主要角色。
菫雷乃、菫風乃、菫天乃（聲：上田麗奈）
鬼島聯合NO.5，是三胞胎兄弟姐妹，菫天乃為雷乃和風乃的哥哥；他們的外貌幾乎一模一樣，而且技術嫻熟，可以通過化妝完美地模仿對方，其中老三風乃因是男扮女裝，不受六道的陰陽術影響；而女扮男裝的雷乃被影響喜歡上六道，宣告自己對六道一往情深。而後雷乃宣布自己將離開鬼島聯合，並轉到另一所學校針藏高中，以過上有趣的學校生活為目標，並告訴六道自己沒有放棄他。
椰子谷唯（聲：風間萬裕子）
鬼島聯合NO.2，是僅次於童子的同盟最強成員。她對強壯的男人感興趣，透過施虐行為來表達自己的感情，陶醉於打破他們的精神，被六道影響後以虐待六道為目標。
椿／樁（聲：松岡美里）
飯沼的女友，被六道的能力迷惑後，她對自己對待他的方式感到懊悔，並在洗手間向他道歉，她對他的關注最初引起了飯沼的憤怒，但在兩人成為朋友後，椿經常與六道和他的朋友們一起出去玩。後期因個性改善逐漸不受六道影響。
乙姬惠梨香（聲：駒形友梨）
一個全女性幫派「龍宮」的團隊領袖，本性不壞，自己的團隊中除她以外皆被六道影響。亂奈過去曾是隊伍的一員（亂奈的木刀是乙姬送的）。乙姬對於和亂奈重逢感到很開心，並約好會去亞森的學園祭玩。
露草水繪（聲：關根瞳）
與六道同班的女生。是為數不多的不是反派的人之一。性格嚴肅，擔任班長。在一個貧窮的家庭長大，就和六道以前一樣，在害怕犯罪的情況下過著高中生活。由於對溫柔的六道有好感，並對他的周圍突然發生的巨大變化產生了懷疑，多次目睹六道與壞人一同行動。
火野本勝（上校／大佐）（聲：浪川大輔）
特徵為戴著軍用貝雷帽和穿著迷彩服，六道剛開始的朋友之一，一樣夢想過上平靜的學校生活，擺脫不良欺凌。擁有出色的觀察力，是第一個提出六道從卷軸獲得的能力，是讓他受到“壞女孩”歡迎的人。經常和他的朋友們一起協助解決六道捲入的衝突。
木島耕太（課長）（聲：石田彰）
特徵為正式著裝和公事公辦的舉止，六道剛開始的朋友之一，和“上校／大佐”一樣，他注意到六道在“壞女孩”中很受歡迎，並在與犯罪團體發生衝突時，與朋友們一起尾隨。
飯沼波瑠也（聲：石谷春貴）
六道桃助的同班同學，是欺負六道和他的朋友們的主要惡霸。熱愛拉麵和摩托車，六道覺醒受壞女人歡迎的能力後，無意中影響了女友椿，於是向後者發起了決鬥。儘管比他強壯得多，但六道拒絕逃跑，並在他要求亂奈介入戰鬥之前遭到猛烈毆打。後對他的堅韌印象深刻，並成為朋友兼變成他最親密的盟友之一，多次幫助六道解決強敵以及困境。
布留川葵（聲：七海弘希）
鬼島聯合NO.3，帶領其摩托車隊。他通常熱情友好，但握在摩托車方向盤後面，會變得暴力和極具競爭力。為了尋求刺激而沉迷於危險駕駛，但在受到救下莇美的摩托車交警的訓誡後，他試圖停止危險駕駛，認為除了那名交警以外，沒人能騎車追到他。因飆車導致那名熱情的交警重殘，對方的身體變得再也無法騎機車，此後變得更加不顧自身及他人安全飆車。對與莇美的對峙中出面干預的六道產生了興趣，兩人合作抓住了布留川。戰敗後把他的摩托車隊留下，讓莇美負責他們，並和她一起去見了那名警官。與莇美的關係有所改善，兩人偶爾會一起工作。但經常在她身邊會變得有競爭力。
松宮童子（聲：山下大輝）
鬼島聯合的首領。儘管他彬彬有禮，但非常令人生畏。和六道一樣，他也曾是個膽小怕事的人，經常賄賂強者來保護自己。在鬼島聯合第一代被亂奈擊破後，自己號招人手重組，新鬼島聯合比原先壯大至少兩倍以上，但還是很怕亂奈會再次摧毀。
朱井公平（聲：高橋伸也）
鬼島聯合NO.2，性格健談的他擅長幕後工作，經常採取治標不治本的手段。擅長解讀對方的攻擊，使用腦袋的戰鬥力被椰子谷形容為超過般東。在與飯沼的激戰中，發揮出壓倒性的實力，但弱點是無法應對突如其來的攻擊，最終敗在飯沼的拼死一擊之下。
般東若之介（聲：竹内良太）
鬼島聯合NO.4，是成員中體型最高大的男人，擁有與龐大身軀相匹配的力量。性格倔強嚴肅，對童子有著高度的忠誠度。以前他因為一無是處，而被周圍的人嘲笑，與幼田激戰被一擊擊潰，感嘆幼田“不愧是番長”。
角山猛（聲：大町朋裕）
與六道同班的男生。其特點是像角一樣立起來的髮型。
佐佐木（聲：內田修一）
在六道受壞女人所喜歡的傳聞傳開後，番長幼田小百合盯上了六道。二年級的佐佐木在番長命令下，來到六道面前打算將他帶走。但團結一致的六道和他的同伴們，反過來做出了宣戰聲明。
黑方（聲：古川慎）
是將幼田拉下犯罪道路的罪魁禍首，試圖把幼田拉入鬼島聯合，但最終還是尊重她本人的意願，獨自阻止了追兵。
警用摩托車警察（聲：平川大輔）
被莇美一心嚮往，且視為「白馬王子殿下」崇拜、布留川葵唯一敞開心扉的人物。擁有先進的駕駛技術。認為摩托車是自由的象徵，關心著被刺激所束縛，屢次危險駕駛的布留川。之後在派出所工作，布留川和莇美來看他時，自己很高興能再次與兩人見面，並向布留川表示沒有必要道歉。
香島、真純
胖的是香島，瘦的是真純。他們從國中開始就是競爭對手，在一次偶然的機會，六道調解了他們的爭吵，從此成為好朋友。
木蓮里美
乍看之下，她是個戴著眼鏡的誠實優等生，但實際上她是個邪惡的女人。她利用自己的技巧贏得了六道的好感，給他寫了一封情書並表白，但不久之後，她就因涉嫌搶劫和襲擊而被警方逮捕，並被判入女子監獄。
山田
鬼島聯合車隊的一員。即使莇美接管葵的隊伍成為隊長後，他仍然留在團隊中並與六道等人合作。
岡森讓也
針藏高中的番長。
野玄雄一郎
被團隊成員尊為“男人中的男人”，但他實際上是一個受虐狂。
亂奈的雙親
「日回寺」的住持和他的妻子，撫養出生後不久，就被留在寺廟前的亂奈的父母。養父對她兩週大就能站立行走感到毛骨悚然，一歲時又表現出可怕的面容，不願意接受她是他的女兒。另一方面，與丈夫不同的是，養母像愛自己的女兒一樣愛她。
仁
南的同事。身穿黑色外套、棕髮的青年。真實身分是專門從事黑錢活動的騙子「闇金獵人」。
名殘
南的同事。他是個白髮青年，穿著白色背心和短褲，總是光著腳。很喜歡南。
櫻沙知子
南地下金融的老闆，櫻金融的社長。穿著日式服裝、上半身有刺青的女性。表面上，她是一位穿著優雅和服的美麗女子，但本性卻是極其冷酷、無情。她的實力也很強，擁有暫時壓倒亂奈的能力。
天道朱鷺貞
櫻金融的董事。前馬戲團小丑，擅長雜技和魔術。
若槻修馬
櫻金融的招客員。與沙知代一起進入亞森高中。他有很強的分析能力，從人身上吸收好的東西，作為自己成長的動力。
紫由良芳閃
櫻金融的保鑣。經營泰拳。
竹松庄司
櫻金融的代理人。現任警察。
安良垣多花報春恭子
櫻金融經理。一個講究“大人”，討厭“小鬼”的邪惡女人。
寺國福郎
櫻金融的會計師。
掛軸
刈茅山中，使用陰陽術的靈媒師。擁有鎮壓邪念的念珠「愚連無輪」。
立島
住在掛軸家中的年輕人之一。一個穿著功夫服的年輕人，但實際上他戴著假念珠生活。他向鈴蘭學習了功夫，並且能夠使用功夫技巧。
翔、羅夢、襟裳
住在掛軸家中的年輕人之一。他們都是前罪犯，都戴著念珠。他們每個人都被鈴蘭教過功夫，額頭上戴著頭巾的翔使用的是猴拳，身材高大的羅夢使用的是八極拳，而喜歡畫畫的害羞女孩襟裳則使用的是太極拳。

## 出版書籍
- 中村勇志 《六道的惡女們》 秋田書店〈少年Champion Comics〉，全26冊

| 冊數 | 秋田書店      | 秋田書店               |
| 冊數 | 發售日期      | ISBN                   |
| ---- | ------------- | ---------------------- |
| 1    | 2016年11月8日 | ISBN 978-4-253-22576-2 |
| 2    | 2017年2月8日  | ISBN 978-4-253-22577-9 |
| 3    | 2017年4月7日  | ISBN 978-4-253-22578-6 |
| 4    | 2017年5月8日  | ISBN 978-4-253-22579-3 |
| 5    | 2017年7月7日  | ISBN 978-4-253-22580-9 |
| 6    | 2017年10月6日 | ISBN 978-4-253-22581-6 |
| 7    | 2017年12月8日 | ISBN 978-4-253-22582-3 |
| 8    | 2018年3月8日  | ISBN 978-4-253-22583-0 |
| 9    | 2018年5月8日  | ISBN 978-4-253-22584-7 |
| 10   | 2018年7月6日  | ISBN 978-4-253-22585-4 |
| 11   | 2018年9月7日  | ISBN 978-4-253-22586-1 |
| 12   | 2018年12月7日 | ISBN 978-4-253-22587-8 |
| 13   | 2019年2月8日  | ISBN 978-4-253-22588-5 |
| 14   | 2019年4月8日  | ISBN 978-4-253-22589-2 |
| 15   | 2019年6月7日  | ISBN 978-4-253-22590-8 |
| 16   | 2019年8月8日  | ISBN 978-4-253-22856-5 |
| 17   | 2019年11月8日 | ISBN 978-4-253-22857-2 |
| 18   | 2020年1月8日  | ISBN 978-4-253-22858-9 |
| 19   | 2020年4月8日  | ISBN 978-4-253-22859-6 |
| 20   | 2020年5月8日  | ISBN 978-4-253-22860-2 |
| 21   | 2020年8月6日  | ISBN 978-4-253-22862-6 |
| 22   | 2020年10月8日 | ISBN 978-4-253-22863-3 |
| 23   | 2020年12月8日 | ISBN 978-4-253-22864-0 |
| 24   | 2021年3月8日  | ISBN 978-4-253-22865-7 |
| 25   | 2021年5月7日  | ISBN 978-4-253-22866-4 |
| 26   | 2021年6月8日  | ISBN 978-4-253-22867-1 |

## 宣傳
在《週刊少年Champion》2017年第11號（2月9日發售）中，刊載了SUPER☆GiRLS的渡邊幸愛和內村莉彩以「惡女」的形象Cosplay的寫真。

## 發行
為紀念單行本第1冊發行，於書泉元勛、書泉書塔、芳林堂書店高田馬場店舉辦作品展展示簽名板插圖和複製原圖。並於紀念單行本第2冊發行，由作者2017年2月19日親自在東京紀伊國屋書店新宿本店舉辦個人首次簽名會。

## 電視動畫
2023年4月起在TOKYO MX、MBS、BS朝日播放。

### 主題曲
片頭曲ENDLESS LABYRINTH
作詞：大森靖子，作曲：ROCK★PANDA，主唱：EverdreaM
片尾曲Love Will Find A Way
作詞：SHOKICHI，作曲：Daisuke"DAIS"Miyachi, Yuichi Ohno，編曲：Daisuke"DAIS"Miyachi，主唱：THE RAMPAGE from EXILE TRIBE

### 各話列表
| 話數 | 日文標題 | 中文標題                   | 劇本       | 分鏡       | 演出       | 作畫監督                                                                                  | 總作畫監督           | 首播日期      |
| ---- | -------- | -------------------------- | ---------- | ---------- | ---------- | ----------------------------------------------------------------------------------------- | -------------------- | ------------- |
| 1    |          | 和平快樂的校園生活         | 百瀨祐一郎 | 齐藤哲也   | 齐藤哲也   | 大西秀明、外山阳介 柳田幸平、吉川美贵                                                     | 不適用               | 2023年 4月7日 |
| 2    |          | 你被我們學校的番長盯上了   | 百瀨祐一郎 | 青井小夜   | 野崎真代   | 外山阳介、柳田幸平、古矢好二                                                              | 大西秀明             | 4月14日       |
| 3    |          | 永無止盡、通往幸福的放學路 | 百瀨祐一郎 | 奧村吉昭   | 宮田亮     | 左东秀、王敬博 Lee Haneul、Heo Jeonghwa Yoon Hyeockjun、Jho Eunsan、广濑督                | 柳田幸平             | 4月21日       |
| 4    |          | 騎機車的公主               | 百瀨祐一郎 | 石山貴明   | 不適用     | 本间充、古矢好二 饭饲一幸、花轮美幸、杜伟峰 魏旭龙、陈亮、杨明坤 鬼冢塵葬、萩原旭、金立里 | 相馬滿               | 4月28日       |
| 5    |          | 因為機車是自由的象徵啊     | 百瀨祐一郎 | 清水聰     | 前島密     | 伊藤亞矢子、伊藤真奈美、大西秀明 熊谷勝弘、小林雅、相馬滿 濱津武廣、古矢好二、李少雷      | 相馬滿               | 5月5日        |
| 6    |          | 我的寶物                   | 百瀨祐一郎 | 齊藤啓也   | 宮田亮     | 左東秀、王敬博、廣瀬督                                                                    | 柳田幸平             | 5月12日       |
| 7    |          | 你就是「鑰匙」嗎，六道桃助 | 百瀨祐一郎 | 野崎真代   | 野崎真代   | 古矢好二、李少雷 伊藤亞矢子、伊藤真奈美                                                   | 大西秀明             | 5月19日       |
| 8    |          | 拿下向日葵亂奈吧           | 百瀨祐一郎 | 清水聰     | 佐藤貴史   | 柳瀬讓二、中山和子 佐藤桂、STUDIO MASSKET                                                 | 伊藤亞矢子           | 5月26日       |
| 9    |          | 你不是孤軍奮戰             | 百瀨祐一郎 | 島崎奈奈子 | 島崎奈奈子 | 伊藤亞矢子、伊藤真奈美、今井雅美 小林雅、古矢好二、李少雷                                 | 大西秀明             | 6月2日        |
| 10   |          | 勝利非我們莫屬             | 百瀨祐一郎 | 石山貴明   | 宮田亮     | Choi Inseob、Yoon Subin、廣瀨督                                                           | 柳田幸平             | 6月9日        |
| 11   |          | 我要從此和六道分道揚鑣     | 百瀨祐一郎 | 青井小夜   | 前島密     | 李少雷、伊藤真奈美 伊藤真里子、柳田幸平、谷口明弘                                         | 伊藤亞矢子、熊谷勝弘 | 6月16日       |
| 12   |          | 理想中的校園生活開始了！   | 百瀨祐一郎 | 齊藤啟也   | 野崎真代   | 伊藤亞矢子、伊藤真奈美、大西秀明 小林雅、古矢好二、李少雷                                 | 大西秀明、伊藤亞矢子 | 6月23日       |

### 播映平台
| 播映國家、地區 | 播映平台              | 播映日期               | 播映時間              | 備註 |
| -------------- | --------------------- | ---------------------- | --------------------- | ---- |
| 臺灣           | 巴哈姆特動畫瘋        | 2023年4月28日－6月24日 | 星期六 00:40（UTC+8） |      |
| 臺灣           | 中華電信MOD           | 2023年4月28日－6月24日 | 星期六 00:40（UTC+8） |      |
| 臺灣           | Hami Video            | 2023年4月28日－6月24日 | 星期六 00:40（UTC+8） |      |
| 臺灣           | LiTV 線上影視         | 2023年4月28日－6月24日 | 星期六 00:40（UTC+8） |      |
| 臺灣           | MyVideo               | 2023年4月28日－6月24日 | 星期六 00:40（UTC+8） |      |
| 臺灣           | KKTV                  | 2023年4月28日－6月24日 | 星期六 00:40（UTC+8） |      |
| 臺灣           | LINE TV               | 2023年4月28日－6月24日 | 星期六 00:40（UTC+8） |      |
| 臺灣           | Yahoo TV              | 2023年4月28日－6月24日 | 星期六 00:40（UTC+8） |      |
| 臺灣           | 遠傳friDay影音        | 2023年4月28日－6月24日 | 星期六 00:40（UTC+8） |      |
| 臺灣           | bbTV                  | 2023年4月28日－6月24日 | 星期六 00:40（UTC+8） |      |
| 臺灣           | CATCHPLAY+            | 2023年4月28日－6月24日 | 星期六 00:40（UTC+8） |      |
| 臺灣           | 亂搭                  | 2023年4月28日－6月24日 | 星期六 00:40（UTC+8） |      |
| 臺灣           | 木棉花台灣YouTube頻道 | 2023年5月2日－6月24日  | 星期六 00:40（UTC+8） |      |

### 製作人員
- 原作：中村勇志
- 導演：齊藤啓也
- 劇本統籌：百瀨祐一郎
- 動畫製作：SATELIGHT

## 外部連結
- 秋田書店官方網站（日語）
- 六道的惡女們的X（前Twitter）
- 電視動畫官方網站（日語）